# Sabana de Bogotà
La Sabana de Bogotà és una subregió situada al centre geogràfic de Colòmbia, sobre la Serralada Oriental, en la part sud de l'Altiplà cundiboyacense, l'altiplà més extens dels Andes colombians, amb una altura mitjana de 2.650 m. Però estudis realitzats sobre ecosistemes i biomes determinen que la "Sabana de Bogotà" no és en realitat una sabana. Les sabanes tenen com a característica principal temperatures molt elevades i poques precipitacions, la qual cosa demostra que aquesta plana no és una sabana com a ecosistema, ja que allà hi ha freqüents pluges i les temperatures són, generalment, menors de 20º C.

## Història
El riu Bogotà, que li dona el nom a la sabana, la recorre de nord a sud i es precipita en els seus contraforts formant el Salt del Tequendama, la cascada que, segons la Mitologia Muisca, es va formar quan Botxica va trencar la roca perquè s'hi precipitessin les aigües que havien inundat la terra. Els rius tributaris del Bogotà formen valls fèrtils on es troben importants poblacions.
La sabana va ser batejada "La Valle de los Alcázares" per Gonzalo Jiménez de Quesada a causa del gran nombre de llogarets Muiscas que a la seva arribada s'estenien sobre la plana.

## Reserves naturals

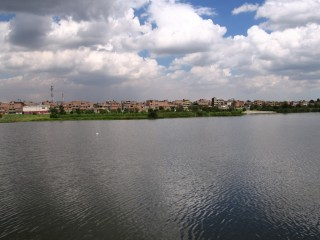
Aiguamoll Tibabuyes.

La Sabana de Bogotà té un sistema de llacunes naturals i aiguamolls que funcionen com a reguladors de la humitat. Actuant com a "esponges" dels cabals del riu Bogotà i els seus afluents, serveixen com a dipòsits i reservoris naturals per a la recol·lecció d'aigües pluvials i són un sistema natural de filtració i depuració de l'aigua. A més, constitueixen una destacada reserva de flora i fauna de la regió.
Els pantans o aiguamolls més importants a la ciutat de Bogotà són: La Conejera, El Burro, Jaboque, Santa María del Lago, Tibabuyes, Córdoba i Guaymaral. I a l'àrea metropolitana, la Llacuna de la Herrera, el Humedal Gualí-Tres esquinas, el sistema d'aiguamolls del municipi de Soacha, entre d'altres.

## Límits geogràfics
La Sabana de Bogotà està envoltada per una cadena muntanyenca que forma part de la Serralada Oriental, els punts més importants de la qual són el Cerro el Majuy a l'oest, els turons de Guadalupe i Monserrate a l'est, el Páramo de Sumapaz al sud-est.
Està conformada per les províncies cundinamarqueses de Sabana Centro i Sabana de Occidente, a més de la zona nord, occident i sud del Districte Capital de Bogotà, incloent la major part de la ciutat i alguns senders circumdants en les localitats de Suba, Engativá, Fontibón i Kennedy.
Limita al nord amb les províncies de la Vall de Ubaté i Rionegro, a l'occident amb les províncies de Gualivá i Tequendama, al sud amb la província del Sumapaz i l'erm de Sumapaz i a l'orient amb les províncies d'Orient, Guavio i Almeidas.

## Poblacions

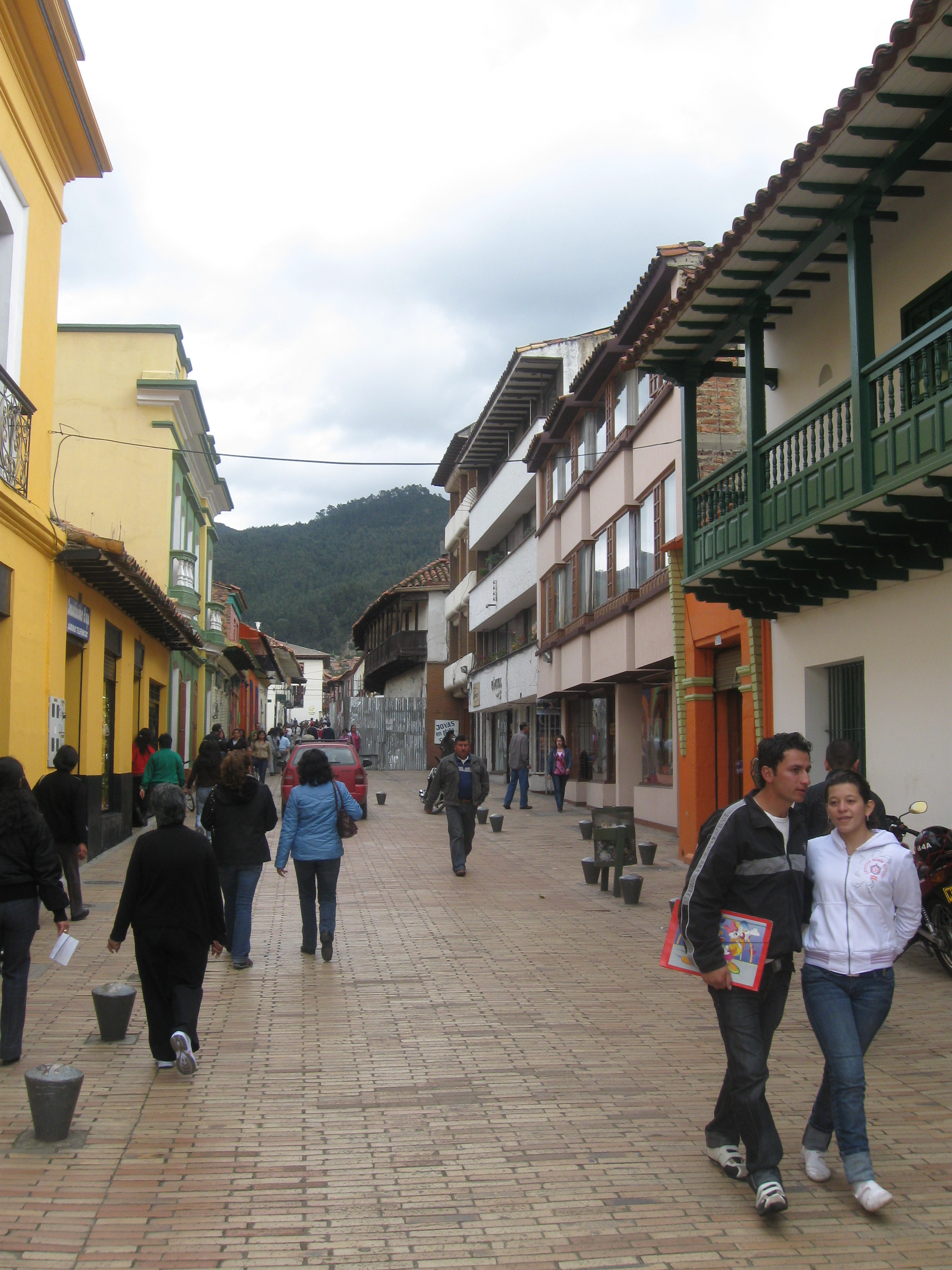
Calle de Zipaquirá.

Les principals poblacions de la sabana de Bogotà, a més de la ciutat de Bogotà, són Mosquera, Madrid, Funza, Facatativá, Subachoque, El Roser, Cota, Chía, Cajicá, Zipaquirá, Cogua, Nemocón, Sibaté, Soacha, Sopó, Tabio, Tenjo, Tocancipá, Gachancipá, Sesquilé, Suesca, Chocontá, Cucunubá i Guatavita.

## Clima
Té una temperatura mitjana de 9° C, que pot oscil·lar entre els -5 °C i els 26 °C. Les temporades seques i plujoses s'alternen durant tot l'any; els mesos més secs són desembre, gener, febrer i març; durant els mesos més plujosos, abril, maig, setembre, octubre i novembre la temperatura és més estable, amb oscil·lacions entre els 6-8 °C i els 18-20 °C. Juny, juliol i agost són mesos de forts vents i major oscil·lació de la temperatura; durant l'alba se solen presentar temperatures de fins a 10 °C. És la zona habitada del país amb les temperatures més baixes.
Aquestes condicions són molt variables a causa dels fenòmens del Niño i La Niña, que es donen en la conca de l'Oceà Pacífic i produeixen canvis climàtics molt forts.

## Art rupestre
La Sabana de Bogotà té importants evidències del seu poblament mil·lenari, destacant el seu art rupestre, representat en pintures i gravats realitzats sobre roques fa centenars o potser milers d'anys. No ha estat comprovada la seva atribució a la cultura prehispànica muisca.